# Summer in Paradise
Summer in Paradise je sedemindvajseti album ameriške glasbene skupine The Beach Boys. Izšel je leta 1992 pri založbi Brother Records.

## Seznam skladb
1. "Hot Fun in the Summertime" - 3:29
2. "Surfin'" - 3:45
3. "Summer of Love" - 2:51
4. "Island Fever" - 3:27
5. "Still Surfin'" - 4:03
6. "Slow Summer Dancin' (One Summer Night)" - 3:23
7. "Strange Things Happen" - 4:42
8. "Remember (Walking in the Sand)" - 3:31
9. "Lahaina Aloha" - 3:44
10. "Under the Boardwalk" - 4:07
11. "Summer in Paradise" - 3:52
12. "Forever" - 3:05